# Платонические отношения (сериал)
«Платонические отношения» (англ. Platonic) — американский телесериал, главные роли в котором сыграли Сет Роген и Роуз Бирн. Премьерный показ первого сезона проходил на Apple TV+ с 24 мая по 12 июля 2023 года, 6 августа 2025 года на экраны вышел второй сезон.

## Сюжет
Главные герои шоу — мужчина и женщина средних лет, переживающие кризис среднего возраста: Уилл только что развёлся с любимой женой, Сильвия, мать трёх детей, погрязла в семейном быте. Они были друзьями в юности, а теперь их дружба получила новый импульс.

## В ролях
- Сет Роген — Уилл
- Роуз Бирн — Сильвия

## Релиз и оценки
Премьерный показ сериала начался 24 мая 2023 года на Apple TV+. Рецензент «Киноафиши» охарактеризовал «Платонические отношения» как «очень свежее шоу», одно из немногих, показывающих дружбу мужчины и женщины. Критики высоко оценили сценарий, игру Рогена и Бирн.
6 августа 2025 года начался показ второго сезона.